# ジョック・スターラップ (スターラップ男爵)
スターラップ男爵、グラハム・エリック・「ジョック」・スターラップ（英: Graham Eric "Jock" Stirrup, Baron Stirrup, KG, GCB, AFC、1949年12月4日 - ）は、イギリスの空軍軍人（空軍元帥〈Marshal of the RAF〉）、一代貴族、政治家。
2003年から2006年にかけて王立空軍参謀総長を務め、2006年から2010年まで統合参謀総長を務めた。
2011年に一代貴族スターラップ男爵に叙され、貴族院議員に列した。2013年にガーター騎士団員に叙された。2014年に空軍元帥に進級した。

## 経歴

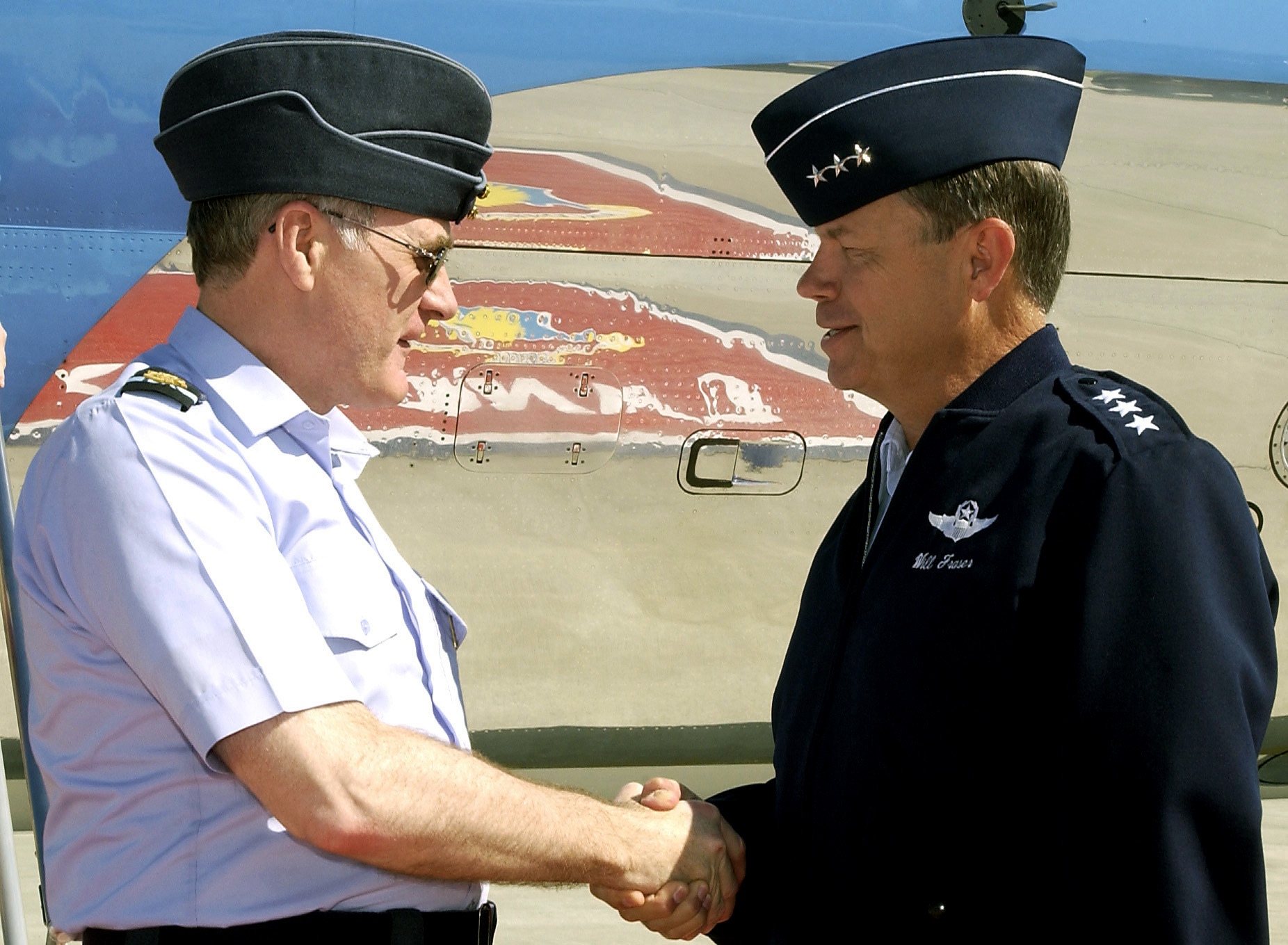
2005年5月9日、アメリカ空軍のウィリアム・フレイザー中将（右）と握手するスターラップ大将（左）。

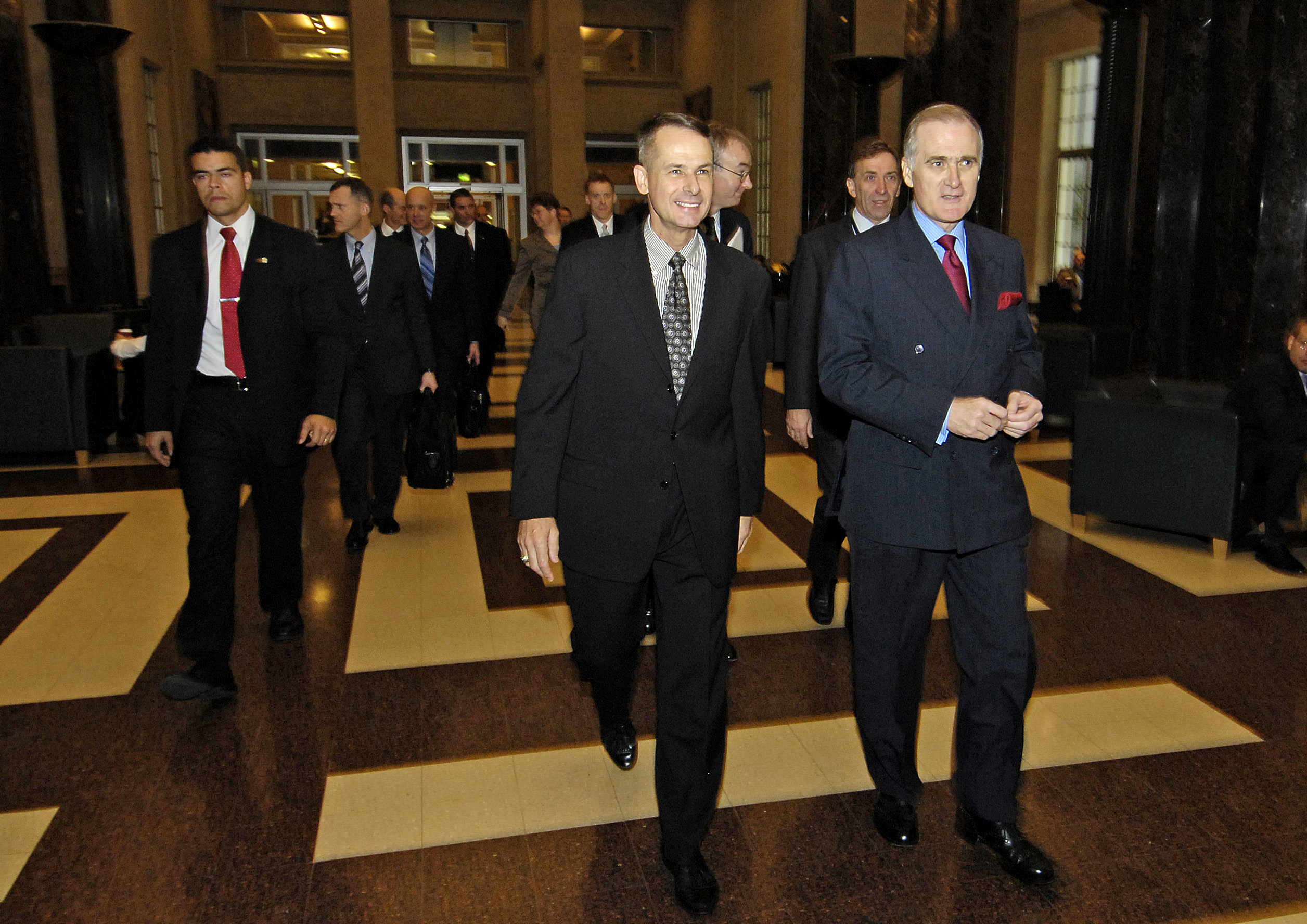
2006年10月26日、イギリス国防省。訪英したアメリカ統合参謀本部議長ピーター・ペース大将（中央）と並んで歩くスターラップ大将（右）。

マーチャント・テイラーズ・スクールを経て王立空軍士官学校に入学。
1970年7月31日に王立空軍の飛行士官候補生となった。1971年7月31日に同年1月31日に遡って空軍中尉に昇進し。ついで1973年7月31日に空軍大尉に昇進した。1975年までオマーン空軍に飛行免許教官として派遣され、ドファールの反乱鎮圧戦に参加した。
1975年にイギリスへ帰国した後、王立空軍第41飛行中隊に配属される。1980年1月1日には空軍少佐に昇進した。1982年から1984年にかけて作戦転換部隊で訓練機SEPECAT ジャギュアの主任訓練官となった。1984年7月1日に空軍中佐に昇進した。
1984年に三軍共同国防大学で学ぶ。1987年まで王立空軍第2飛行中隊の指揮官を務め、ついで空軍参謀総長の個人参謀を務める。1990年1月1日には空軍大佐に昇進。
1990年に王立空軍マーカム基地の司令官に就任。1993年には防衛学王立大学のコースをとる。1994年1月1日に空軍准将に昇進し、1994年には空軍の計画立案の責任者となる。1997年4月には王立空軍第1飛行連隊の司令官となる。1997年7月1日に空軍少将に昇進した。
1998年に空軍参謀総長補佐に就任。2000年には王立空軍攻撃部隊最高司令官(C-in-C)副官に就任するとともに北大西洋条約機構(NATO)においても第9連合航空作戦本部とヨーロッパ航空団の司令官を務める。2000年11月6日に空軍中将に昇進した。
2001年のヴェリタス作戦（英軍のアフガニスタン戦争の作戦名）の際にはアメリカ中央軍最高司令官(C-in-C)の英軍首席アドバイザーを務めた。
2002年3月に副統合参謀総長に就任。2003年3月に勃発したイラク戦争の際には、イラク進軍に必要な装備を兵士たちに与えるべく大臣たちとミーティングを重ねたが、装備の配給が間に合わず、ボディーアーマーやブーツなど砂漠戦闘に必要な装備が全英軍に行き届かないという問題が生じた。
2003年8月には空軍大将に昇進するとともに、空軍参謀総長に就任した。
2006年4月28日には統合参謀総長に就任。4年半ほど勤めた後、2010年10月をもってデイヴィッド・リチャーズに職責を引き継いで軍人生活を引退した。
2011年1月28日に一代貴族「シティ・オブ・ウェストミンスターにおけるメリルボーンのスターラップ男爵」 （Baron Stirrup, of Marylebone in the City of Westminster）に叙され、貴族院議員に列した。
2013年4月23日に女王エリザベス2世よりガーター騎士団員（KG）に叙された。
2014年の女王誕生日叙勲で空軍元帥に進級した。

## 栄典

### 爵位
- 2011年1月28日：スターラップ男爵（連合王国一代貴族爵位）

### 勲章
- 2005年6月11日：バス勲章ナイト・グランド・クロス（GCB）[20]
- 2013年4月23日：ガーター騎士団員（KG）
- 空軍十字章（英語版）（AFC）
- バス勲章ナイト・コマンダー（KCB）